# Falko Weerts
Falko Weerts (* 6. Januar 1942 in Emden) ist ein deutscher Autor, der Texte in  plattdeutscher und hochdeutscher Sprache schreibt und moderiert.
Er wohnt in Weyhe / Niedersachsen und ist im norddeutschen Raum als plattdeutscher Autor tätig.

## Wirken
Weerts war von 1995 bis 2006 ca. 120-mal Platt-Talker in der Sendung Talk op Platt des Norddeutschen Rundfunks (NDR). Ihm zur Seite stand die Moderatorin Gerlind Rosenbusch. Er war Nachfolger von Ewald Christophers. 
Beim NDR hat Weerts von 2003 bis 2007 auch bei Sportclub live vier Saisons lang Kommentare zur Fußball-Bundesliga auf Platt gegeben. 
2007 hat er als Nachrichtensprecher bei den plattdeutschen Nachrichten von Radio Bremen angefangen. 
Außerdem hat er in den plattdeutschen Filmen Apparatspott – Gerangel in Ruum un Tied und Apparatspott – Dat mokt wie gistern Rollen gespielt.
An seinem Wohnort betreibt Weerts einen kleinen Literatur-Verlag, der sich vorwiegend um zeitgenössische norddeutsche Literatur kümmert.

## Ehrungen
- 2021: Kulturpreis des Landkreises Diepholz, für sein Engagement für die niederdeutsche Sprache[3][4][5]

## Werke

### Bildtonträger
- Ut de Krummhörn. Utfrager (= Interviewer): Kerstin Kromminga und Falko Weerts. Regie: Volkert Schult. Schriftenreihe: Talk op platt, Fernsehmitschnitt 2004, Videocassette (VHS), 87 Min. (in Farbe). Inhaltlich geht es um eine Rundreise durch die Krummhörn (in plattdeutscher Sprache).